# Ignazio Guidi (architetto)
Ignazio Guidi (Roma, 15 marzo 1904 – Roma, 16 agosto 1978) è stato un architetto e urbanista italiano.

## Biografia
Nato a Roma nel 1904, studente della facoltà d'ingegneria, nel 1929 conseguì la laurea in architettura, da poco istituita, presso l'Università di Roma. Cinque anni dopo, nello stesso ateneo, si specializzò in urbanistica e divenne assistente di Cesare Valle, docente di tecnica urbanistica.
Dal 1929 al 1936, in qualità di libero professionista dell'Ufficio architettura, collaborò per l'allora Governatorato di Roma a vari progetti per la realizzazione di alcune scuole cittadine, la caserma dei Vigili del fuoco di via Genova, il dispensario antitubercolare di piazzale degli Eroi (attuale Ospedale oftalmico) e il grande edificio dell'Anagrafe comunale nell'allora via del Mare, odierna via Petroselli. Nelle scuole elementari di via Vetulonia (scuola elementare "Mario Guglielmotti", poi "Alessandro Manzoni") e del Lido di Ostia, (scuola Fratelli Garrone) in particolare, Guidi manifestò, nell'organizzazione degli spazi interni, nell'utilizzo dei materiali e delle ampie superfici vetrate, l'adesione a quei principi del razionalismo, i cui canoni erano ancora assenti nell'architettura della capitale.
Nel 1935, insieme con Valle e l'ingegner Nervi, partecipò, risultando vincitore ex aequo, al primo concorso per la realizzazione di  un auditorium romano. Sempre in collaborazione con Valle, negli anni 1937-39, redasse il piano regolatore di Carbonia , la nuova "città del carbone" del Sulcis, che sarà inaugurata nel dicembre del 1938, e quello di Addis Abeba , capitale dell'Impero d'Etiopia, appena conquistato nella guerra del 1935-36. La città africana, secondo la stampa dell'epoca, avrebbe avuto, la "tipica figura della città-giardino" e, con i piani degli urbanisti italiani, sarebbe sorta "una nuova città europea che sarà costruita con linee architettoniche moderne" a fianco di una "città indigena divisa in due zone secondo le varie razze  e religioni".
Nel secondo dopoguerra, Guidi proseguì la sua intensa attività professionale, collaborando con valenti professionisti tra i quali Luigi Piccinato. Nel 1951 vinse un secondo concorso per la realizzazione dell'auditorium di Roma che, come il precedente del 1935, non ebbe seguito.
Nel 1953 fu nominato direttore dell'Ufficio speciale per il nuovo piano regolatore di Roma, e in tale veste partecipò, dopo non poche traversie, alla stesura del piano regolatore generale adottato dal Consiglio comunale il 18 dicembre 1962, al quela contribuirono, oltre allo stesso Piccinato, altri noti ingegneri e architetti, quali: Vincenzo Passarelli, Mario Fiorentino, Piero Maria Lugli, Michele Valori.
In vista delle Olimpiadi di Roma del 1960, coordinò la progettazione e l'esecuzione di opere importanti per la città tra le quali il sottovia di Corso d'Italia, poi intitolato al suo nome, che, eliminando gli incroci "a raso", rese più fluido l'intenso traffico automobilistico della zona.
Il piano regolatore di Roma, che vide la sua approvazione definitiva con decreto ministeriale del 16 dicembre 1965, progetto di avanzata concezione, "aperto e flessibile", voleva porre fine allo sviluppo a macchia d'olio della capitale ma, per le pressioni politiche ed economiche, fu in buona parte disatteso, e l'abusivismo e l'espansione disordinata continuarono. Lasciato, amareggiato e deluso, l'incarico di direttore dell'Ufficio speciale per il piano regolatore nel 1967, Guidi morì nella città natale a settantaquattro anni nel 1978.

## Altre opere
Oltre alle opere citate, Guidi fu autore in proprio o in collaborazione con diversi professionisti di molti altri progetti nel campo urbanistico e architettonico.
Tra i più noti si possono citare i piani regolatori delle città di Catania (1932), Rieti (1937), Vicenza (1938), Bologna (1939), i piani per la ricostruzione di Anzio e Nettuno, città gravemente danneggiate nel corso del secondo conflitto mondiale.
A Roma progettò la scuola elementare Mario Guglielmotti in via Vetulonia (1932), la scuola Fratelli Garrone nel Lido di Ostia (1934-35), la caserma dei Vigili del fuoco in via Genova (1934), il cinema Europa (1947) in corso d'Italia, le sedi della Cisa Viscosa (1949) e della Federconsorzi in via Curtatone (1952). Partecipò, inoltre, alla stesura del progetto architettonico del quartiere INCIS di Decima (1960-65).